# Dragan Blatnjak
Dragan Blatnjak (Studenci, 1º agosto 1981) è un allenatore di calcio ed ex calciatore bosniaco,  di ruolo centrocampista.

## Carriera

### Club
Ha giocato nel campionato bosniaco, croato e russo.

### Nazionale
Con la Nazionale bosniaca ha raccolto 12 presenze tra il 2002 e il 2007.

### Allenatore
Nel gennaio 2021 viene nominato vice di Želimir Terkeš alla guida del HNK Zara, per poi, nel dicembre 2022, venir promosso a primo allenatore. Viene sollevato da tale incarico nel giugno 2023 dopo aver perso i play-off per la 2. NL.
Il 26 ottobre 2023 entra a far parte dello staff di Mislav Karoglan come allenatore in seconda dell'Hajduk Spalato. Il 12 aprile 2024 segue le sorti di Mislav Karoglan rescindendo consensualmente il contratto con il club spalatino.

## Statistiche

### Cronologia presenze e reti in nazionale
| Cronologia completa delle presenze e delle reti in nazionale ― Bosnia ed Erzegovina | Cronologia completa delle presenze e delle reti in nazionale ― Bosnia ed Erzegovina | Cronologia completa delle presenze e delle reti in nazionale ― Bosnia ed Erzegovina | Cronologia completa delle presenze e delle reti in nazionale ― Bosnia ed Erzegovina | Cronologia completa delle presenze e delle reti in nazionale ― Bosnia ed Erzegovina | Cronologia completa delle presenze e delle reti in nazionale ― Bosnia ed Erzegovina | Cronologia completa delle presenze e delle reti in nazionale ― Bosnia ed Erzegovina | Cronologia completa delle presenze e delle reti in nazionale ― Bosnia ed Erzegovina |
| Data                                                                                | Città                                                                               | In casa                                                                             | Risultato                                                                           | Ospiti                                                                              | Competizione                                                                        | Reti                                                                                | Note                                                                                |
| ----------------------------------------------------------------------------------- | ----------------------------------------------------------------------------------- | ----------------------------------------------------------------------------------- | ----------------------------------------------------------------------------------- | ----------------------------------------------------------------------------------- | ----------------------------------------------------------------------------------- | ----------------------------------------------------------------------------------- | ----------------------------------------------------------------------------------- |
| 27-3-2002                                                                           | Sarajevo                                                                            | Bosnia ed Erzegovina                                                                | 4 – 4                                                                               | Macedonia del Nord                                                                  | Amichevole                                                                          | -                                                                                   | 67’                                                                                 |
| 2-4-2003                                                                            | Copenaghen                                                                          | Danimarca                                                                           | 0 – 2                                                                               | Bosnia ed Erzegovina                                                                | Qual. Euro 2004                                                                     | -                                                                                   | 76’                                                                                 |
| 7-6-2003                                                                            | Craiova                                                                             | Romania                                                                             | 2 – 0                                                                               | Macedonia del Nord                                                                  | Qual. Euro 2004                                                                     | -                                                                                   | 79’                                                                                 |
| 18-2-2004                                                                           | Skopje                                                                              | Macedonia del Nord                                                                  | 1 – 0                                                                               | Bosnia ed Erzegovina                                                                | Amichevole                                                                          | -                                                                                   | 64’                                                                                 |
| 28-4-2004                                                                           | Zenica                                                                              | Bosnia ed Erzegovina                                                                | 1 – 0                                                                               | Finlandia                                                                           | Amichevole                                                                          | -                                                                                   | 46’                                                                                 |
| 8-9-2004                                                                            | Zenica                                                                              | Bosnia ed Erzegovina                                                                | 1 – 1                                                                               | Spagna                                                                              | Qual. Mondiali 2006                                                                 | -                                                                                   | 62’                                                                                 |
| 9-10-2004                                                                           | Sarajevo                                                                            | Bosnia ed Erzegovina                                                                | 0 – 0                                                                               | Serbia e Montenegro                                                                 | Qual. Mondiali 2006                                                                 | -                                                                                   |                                                                                     |
| 2-2-2005                                                                            | Teheran                                                                             | Iran                                                                                | 2 – 1                                                                               | Bosnia ed Erzegovina                                                                | Amichevole                                                                          | -                                                                                   | 76’                                                                                 |
| 8-9-2007                                                                            | Székesfehérvár                                                                      | Ungheria                                                                            | 1 – 0                                                                               | Bosnia ed Erzegovina                                                                | Qual. Euro 2008                                                                     | -                                                                                   |                                                                                     |
| 12-9-2007                                                                           | Sarajevo                                                                            | Bosnia ed Erzegovina                                                                | 0 – 1                                                                               | Moldavia                                                                            | Qual. Euro 2008                                                                     | -                                                                                   |                                                                                     |
| 27-10-2007                                                                          | Atene                                                                               | Grecia                                                                              | 3 – 2                                                                               | Bosnia ed Erzegovina                                                                | Qual. Euro 2008                                                                     | -                                                                                   | 62’                                                                                 |
| 27-10-2007                                                                          | Sarajevo                                                                            | Bosnia ed Erzegovina                                                                | 0 – 2                                                                               | Norvegia                                                                            | Qual. Euro 2008                                                                     | -                                                                                   | 46’                                                                                 |
| Totale                                                                              |                                                                                     | Presenze                                                                            | 12                                                                                  |                                                                                     | Reti                                                                                | 0                                                                                   |                                                                                     |

## Palmarès

### Giocatore
- Campionato croato: 2

Hajduk Spalato: 2003-2004, 2004-2005
- Supercoppa di Croazia: 2

Hajduk Spalato: 2004, 2005